# Pastinaca sphondylium
Pastinaca sphondylium är en flockblommig växtart som beskrevs av Calest. Pastinaca sphondylium ingår i släktet palsternackor, och familjen flockblommiga växter. Inga underarter finns listade i Catalogue of Life.